# Невидимая женщина (фильм, 2013)
«Невидимая женщина» (англ. The Invisible Woman) — британский мелодраматический фильм режиссёра Рэйфа Файнса о последней возлюбленной Чарльза Диккенса.

## Сюжет
Фильм посвящён роману длительностью 13 лет (начиная с 1857 года) между Чарльзом Диккенсом (1812—1870 гг.) и актрисой Эллен Тернан (англ. Ellen Ternan).
Вследствие этого Чарльз Диккенс порвал с семьёй. Также Диккенс упомянул Эллен Тернан в своём завещании, дав ей средства к существованию на всю жизнь.

## В ролях
| Актёр               | Персонаж                               | Роль                |
| ------------------- | -------------------------------------- | ------------------- |
| Рэйф Файнс          | Чарльз Диккенс англ. Charles Dickens   | английский писатель |
| Фелисити Джонс      | Нелли Тернан англ. Nelly Ternan        |                     |
| Кристин Скотт Томас | Кэтрин Тернан англ. Catherine Ternan   |                     |
| Том Холландер       | Уилки Коллинз англ. Wilkie Collins     | английский писатель |
| Джоанна Скэнлан     | Кэтрин Диккенс англ. Catherine Dickens | жена Чарльза        |
| Мишель Фэйрли       | Кэролин Грейвз англ. Caroline Graves   |                     |

## Награды
За 2013—2014 годы, фильм семикратно номинировался на различных кинофестивалях, получив премию Спутник (англ. Satellite Awards) в 2013 году за Лучший дизайн костюмов.